# 巴佐什
巴佐什（法語：Bazoches，法語發音：[bazɔʃ]）是法国涅夫勒省的一个市镇，属于克拉姆西区。

## 地理
巴佐什（47°22'37"N, 3°47'12"E）面积14.65 平方千米，位于法国勃艮第-弗朗什-孔泰大區涅夫勒省，该省份为法国中部省份，北至约讷省，西北接卢瓦雷省，西接谢尔省，南至阿列省，东南接索恩-卢瓦尔省，东临科多尔省。
与巴佐什接壤的市镇（或旧市镇、城区）包括：屈尔河畔多姆西、普克洛尔姆、昂皮里、讷方丹、圣安德烈昂莫尔旺、圣欧班德绍姆。

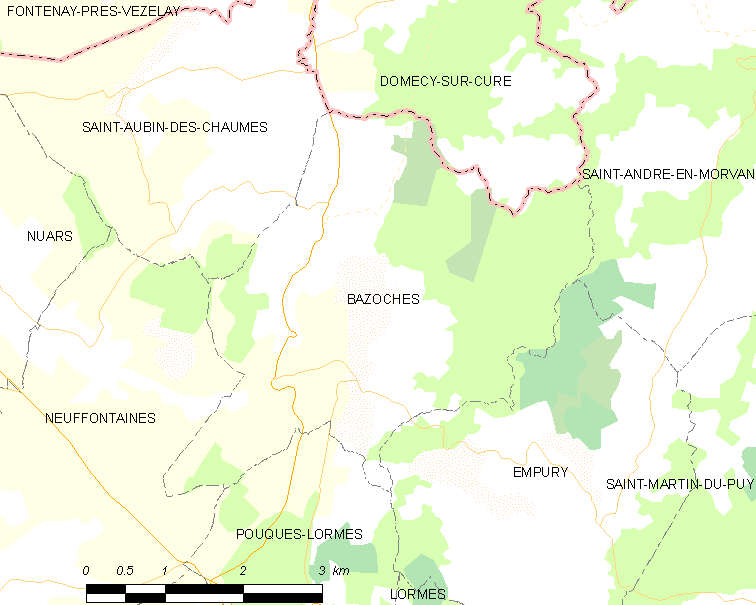
巴佐什的OSM定位图

巴佐什的时区为UTC+01:00、UTC+02:00（夏令时）。

## 行政
巴佐什的邮政编码为58190，INSEE市镇编码为58023。

## 政治
巴佐什所属的省级选区为科尔比尼县。

## 人口

1962-2008年间巴佐什人口变化图示

巴佐什于2022年1月1日时的人口数量为165人。